# Kiminge älv

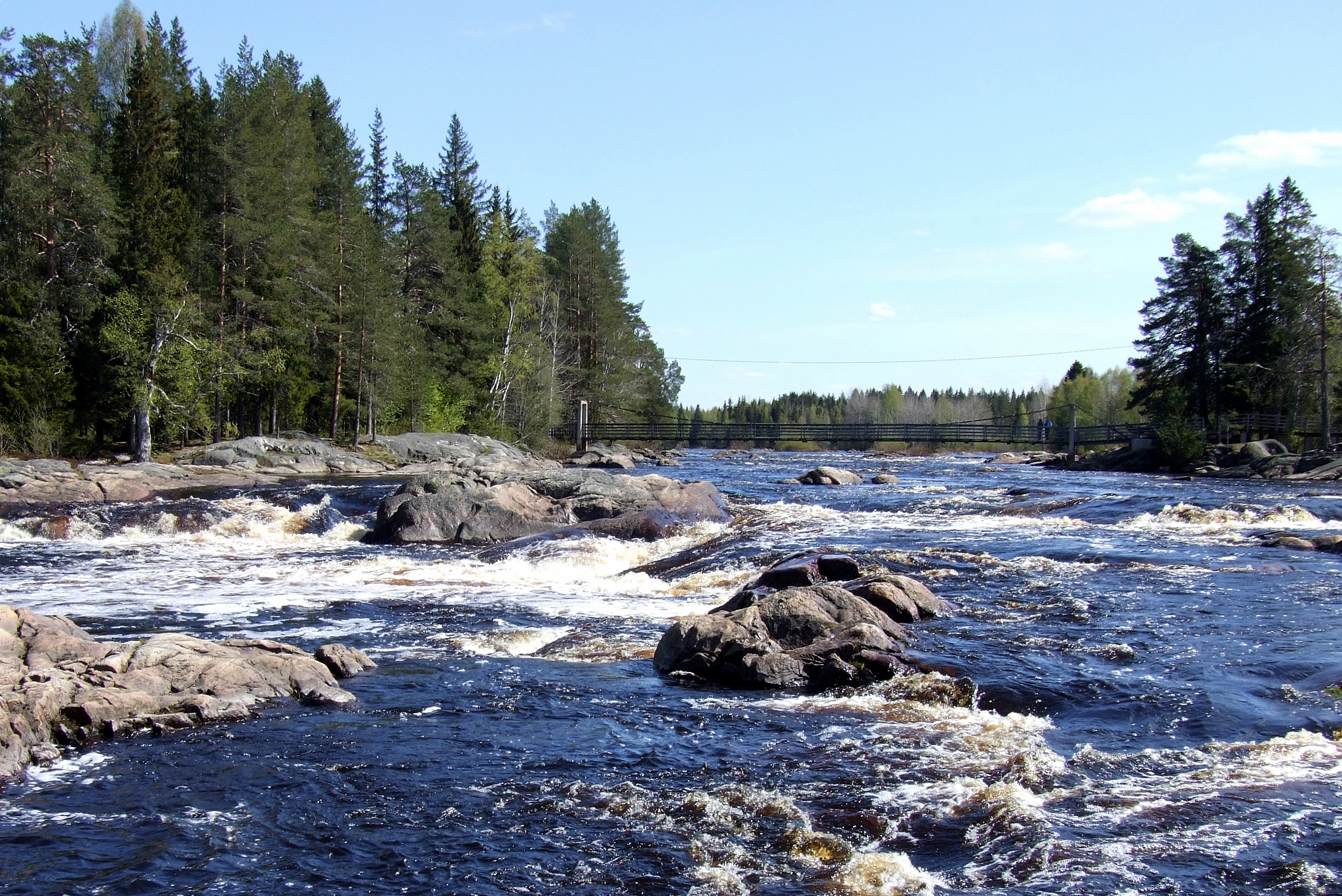
Kiminge älv

Kiminge älv (finska: Kiiminkijoki) är en älv i Uleåborgs län i Finland. Älven är 178 km lång och rinner från Kivarinjärvi Puolango via Utajärvi, Uleåborgs, Kiminge och Haukipudas kommuner. Kiminge älv ingår i Project Aqua-programmet och Natura 2000-programmet. Flottning av timmer upphörde i Kiminge älv 1958. Det högsta vattenfallet i älven är Hepoköngäs vid Puolanka. Fiskarter som förekommer i älven är bland andra öring och europeisk ål.